# Aepycamelus
Aepycamelus — вимерлий рід верблюдових, який жив у міоцені 20,6–4,9 мільйона років тому та існував близько 15,7 мільйона років. Його назва походить від грецьких слів αἰπύς, «високий і крутий» та κάμηλος – «верблюд».
Види Aepycamelus ходили лише на пальцях ніг. На відміну від попередніх видів верблюдових, вони мали м'які подушечки, як у сучасних верблюдів.

## Таксономія
Раніше Aepycamelus відносили до роду Alticamelus, який Метью (1901) встановив для "Procamelus" altus Marsh, 1894, виду верблюда, описаного з п'яткової кістки, знайденої в неогенових відкладеннях в Орегоні, після того, як він відніс повний скелет високого верблюда з Колорадо до цього виду. Метью та Кук (1909) встановили Alticamelus giraffinus для зразка з Колорадо після того, як визнали голотип A. altus невизначеним. Макдональд (1956) визнав Alticamelus nomen dubium та встановив Aepycamelus для виду, раніше віднесеного до Alticamelus.

## Морфологія
Епікамелус був мешканцем прерій Північної Америки (Колорадо тощо). Це була високоспеціалізована тварина. Його голова була відносно малою порівняно з рештою тіла, шия довгою внаслідок подовження шийних хребців, подібного до подовження у жирафа, а ноги — довгі, схожі на хідлі, з ліктьовими та колінними суглобами на одному рівні. Верхівка його голови була приблизно на 3 м над землею.
Його дивна будова тіла дає інформацію про його спосіб життя та звички. Епікамелус, очевидно, населяв сухі луки з групами дерев. Вважається, що він пересувався поодинці або невеликими групами, як сучасні жирафи, і, як і вони, пасся на деревах. У цьому сенсі в нього не було конкурентів. Він проіснував відносно довго, протягом більшої частини міоцену, і вимер до початку пліоцену, можливо, через кліматичні зміни.

## Поширення скам'янілостей
Його скам'янілості поширені широко, від Монтани до Флориди та Каліфорнії.

## Галерея

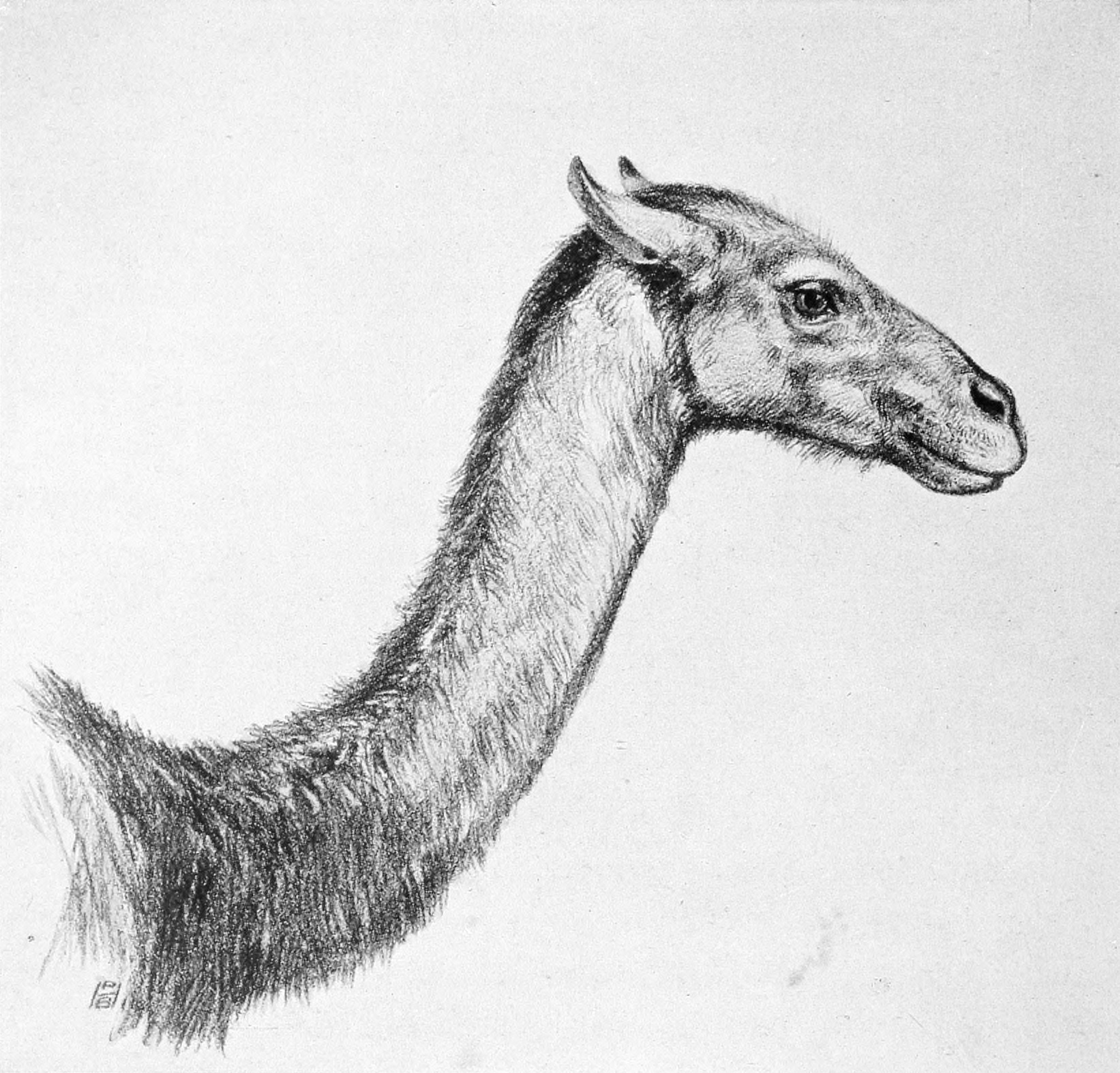
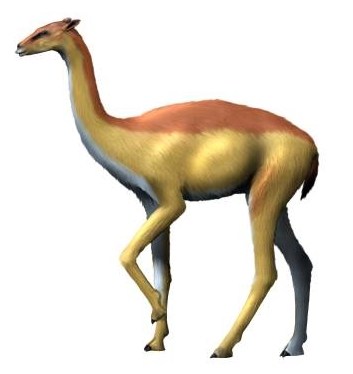